# Municipio de Copacabana
Municipio de Copacabana är en ort i Colombia. Den ligger i departementet Antioquía, i den nordvästra delen av landet, 250 km nordväst om huvudstaden Bogotá. Municipio de Copacabana ligger 1 411 meter över havet och antalet invånare är 49 169.
Terrängen runt Municipio de Copacabana är bergig norrut, men söderut är den kuperad. Municipio de Copacabana ligger nere i en dal. Runt Municipio de Copacabana är det ganska tätbefolkat, med 239 invånare per kvadratkilometer. Närmaste större samhälle är Medellín, 12,1 km sydväst om Municipio de Copacabana. I omgivningarna runt Municipio de Copacabana växer i huvudsak städsegrön lövskog.